# Pęcławice Górne
Pęcławice Górne – wieś w Polsce położona w województwie świętokrzyskim, w powiecie staszowskim, w gminie Bogoria. Tereny wsi znajdują się w obrębie Pasma Wygiełzowskiego, które jest przedłużeniem Gór Świętokrzyskich.

## Dawne części wsi – obiekty fizjograficzne
W latach 70. XX wieku przyporządkowano i opracowano spis lokalnych części integralnych dla Pęcławic Górnych zawarty w tabeli 1.

| Nazwa wsi – miasta   | Nazwy części wsi – miasta | Nazwy obiektów fizjograficznych – charakter obiektu |
| -------------------- | ------------------------- | --- |
| I. Gromada JURKOWICE |                           | |
| 1. Pęcławice Górne   | —                         | 1. Grabówka Druga — pole 2. Grabówka Pierwsza — pole 3. Od Niemieckiego — pole 4. Pod Krzakami — pole 5. Pustki — pole 6. Rudy — pole 7. Za Wsią — pole |

## Historia
Wieś miała kilka nazw: Panczlawicze lub Penczlawicze. Została założona prawdopodobnie w XV wieku w typie wsi ulicówki. Należała wtedy do Mikołaja Chróściela herbu Ostoja i Jana Dmitrowskiego herbu Pilawa. Łany folwarczne i kmiece oddawały dziesięcinę do kościoła parafialnego w Szczeglicach. Według rejestru poborowego powiatu sandomierskiego z 1508 r. wieś należała do Jana Kuli de Peczlawycze i płaciła 1 grzywnę i 6 groszy podatku. W 1578 roku Pęcławice Górne należały do Benedykta Dymitrowskiego, miały 6 osad, 3 łany, 3 zagrodników z ziemią, 4 biednych komorników i 2 rzemieślników.
W rejestrze poborowym powiatu sandomierskiego z 1629 roku znajduje się łacińska nazwa Pęczlauice. Wieś należała wówczas do szlachcica Jana Podkańskiego i mieszkało w niej: 6 chłopów gospodarujących na 3 łanach (płacili 12 florenów polskich podatku), 3 zagrodników z ziemią (płacili 2 floreny 18 groszy polskich), 1 rzemieślnik (płacił 16 grosz polskich) i 6 ubogich chłopów (płacących 24 grosze). Razem wieś oddawała 15 florenów i 22 grosze podatku.
Początkowo wieś należała do powiatu sandomierskiego. Po III rozbiorze Polski znalazła się w zaborze austriackim, następnie w 1809 r. weszła w skład Księstwa Warszawskiego. Później należała do Królestwa Polskiego.
W 1827 roku wieś liczyła 27 domów i 228 mieszkańców.
Od 1853 roku musiała na tejże wsi istnieć szkoła. Było to udokumentowane przez poszczególnych nauczycieli w kronice wsi prowadzonej przez nich samych aż do 1939 roku.
W 1885 do folwarku Pęcławice należało 572 morgi pola, z czego gruntów ornych i ogrodów było 266 mórg, 16 mórg łąk, 23 morgi pastwisk, 234 morgi lasu (nieurządzonego) oraz 34 morgi nieużytków. Folwark liczył 12 budynków drewnianych.
W 1887 roku wieś należała do powiatu sandomierskiego, gminy Górki i liczyła 20 domów, 163 morgi pola, a także wiatrak.
W 1915 r. w czasie walk I Brygady Legionów pod Konarami we wsi istniał legionowy szpital polowy. Wraz z innymi oficerami i żołnierzami trafił do niego kpt. Kazimierz Jan Piątek ps. „Herwin”. Zmarli legioniści zostali pochowani we wsi. W ciągu kolejnych lat oficerowie byli ekshumowani i przewożeni, najczęściej przez rodziny, na inne cmentarze. W 1938 roku przeniesiono pozostałe ciała szeregowych na cmentarz legionistów w Górach Pęchowskich. Por. Brodecki pochowany początkowo w Pęcławicach Górnych został po 2 tygodniach zabrany przez rodzinę. Ciało sierżanta Deląga ekshumowała rodzina w 2 miesiące po śmierci. Ciało por. Kwiecińskiego ps. „Oset” zabrała rodzina w lipcu 1916 roku i pochowała w Miechowie.
Po odzyskaniu niepodległości wieś Pęcławice Górne znalazła się administracyjnie w powiecie sandomierskim, w województwie kieleckim. Po wybuchu II wojny światowej przez czas okupacji hitlerowskiej wieś należała do Generalnego Gubernatorstwa. Teren wsi, jak i cała okolica były miejscem konspiracji i podziemnej działalności AK i BCh.
Po zakończeniu II wojny światowej wieś znalazła się w województwie kieleckim. W wyniku reformy administracyjnej z 1954 roku, miejscowość ta stała się do 1972 roku częścią gromady Kolonia Pęcławska w województwie kieleckim. W latach 1975–1998 miejscowość administracyjnie należała do województwa tarnobrzeskiego.

### Dziesięciny
Dziesięciny oddawane proboszczowi w parafii Szczeglice od XV do XVIII wieku z wsi Pęcławice Górne:
- Lata 1470–1480 – oddawana z folwarku, łanów kmiecych, zagrody i karczmy – dziesięcina wytyczna i konopna,
- 1604 – oddawana z folwarku, łanów kmiecych, zagrody i karczmy – dziesięcina pieniężna,
- 1676 – oddawana z folwarku kmiecego – dziesięcina wytyczna,
- 1736 – oddawana z folwarku – zatrzymana, z łanów kmiecych – wytyczna,
- 1747 – oddawana z całej wsi – 30 kop,
- 1764 – oddawana z całej wsi – 35 kop.

### Ochotnicza Straż Pożarna[12]
Początki Ochotniczej Straży Pożarnej w Pęcławicach Górnych datuje się na 1917 rok, kiedy to miało miejsce niezwykłe natężenie pożarów na terenie miejscowości. Bodźcem do utworzenia straży w Pęcławicach był pożar budynku należącego do Stefana Chłodnickiego (mieszkańca wsi Pęcławice). Założycielem pęcławskiej straży był Jan Opala (syn Jana), który został pierwszym Naczelnikiem. Schedę po jego śmierci w 1919 r. przejął Jan Opala (syn Wojciecha). Z tym nazwiskiem wiąże się wiele późniejszych wydarzeń. Około 1932 roku powstała pierwsza remiza OSP, zbudowana z drewna na działce Jana Opali (ob. działka o numerze ewidencyjnym 154). Pierwszym składem zarządu jaki można odtworzyć jest zarząd z 1926 roku, w składzie: 
- ks. Wacław Nowakowski – Prezes
- Jan Opala – Naczelnik
- Jan Kmiecik – Z-ca Naczelnika
- Wawrzyniec Kobylec – Sekretarz
- Piotr Konecki – Skarbnik
- Wojciech Zając – Gospodarz

W roku 1927 straż w Pęcławicach otrzymała pierwszy sztandar, z którym nie rozstawała się przez długie lata. Strażacy aktywnie włączali się w życie społeczne miejscowości. W latach 30 istniała w Pęcławicach kobieca drużyna „Samarytanek”. Inicjatorką powstania drużyny kobiecej była Władysława Stasica. Do drużyny samarytanek należały również: Helena Konecka, Genowefa Kmiecik, Aniela Zając, Genowefa Paprocka, Natalia Tomala i wiele innych. Drużyna stała się niezastąpioną we wszystkich akcjach ratowniczych. Kobiety z drużyny ukończyły kursy niesienia pierwszej pomocy, gdyż strażacy nie zawsze mogli nieść pomoc tam gdzie byli potrzebni. „Samarytanki” znakomicie dawały sobie radę w niesieniu pierwszej pomocy, podczas gdy strażacy uczestniczyli przede wszystkim w gaszeniu pożarów.
W czasie wojny działalność straży na jakiś czas musiała zostać zawieszona. Strażacy z OSP musieli zapewne przejść do działalności partyzanckiej bądź konspiracyjnej. Na wyróżnienie zasługuje działalność Eugeniusza Witkowskiego „Witolda”, który na bazie organizacji strażackiej stworzył oddziały BCh (Bataliony Chłopskie). Witkowski w 1944 był komendantem BCh w obwodzie sandomierskim. Pęcławscy strażacy działali też w Chłopskiej Straży, w czym mogli się pochwalić wieloma zasługami. W czasie wojny OSP poniosło jednak znaczącą stratę. W 1944 r. spłonęła drewniana remiza w Pęcławicach. Sprzęt strażacki już jednak wcześniej poukrywano w różnych miejscach, zazwyczaj w domach prywatnych, więc straty w sprzęcie nie były wielki. Ocalał też sztandar z 1927 r., który został ukryty zaraz po rozpoczęciu działań wojennych. Do końca wojny straż nie mogła się rozwijać w strefie swoich zadań statutowych. Rok 44 jest zresztą rokiem kryzysu straży, nie działała już kronika, brakuje zapisków które może się nie zachowały ale większym prawdopodobieństwem jest że ich nie było. Rok ten jest zresztą przełomem w działaniach wojennych, wojska radzieckie były już na terytorium Polski a przez to wzmogła się też intensywność działania partyzantki, w której brali udział strażacy.
Powojenna działalność straży w Pęcławicach to przede wszystkim starania o pozyskanie sprzętu i budowę remizy z prawdziwego zdarzenia. Lata 50 i 60 były latami rozkwitu dla straży w Pęcławicach. W tym czasie jednostka posiadała najwięcej członków i mogła się pochwalić wieloma skutecznymi akcjami. Do najważniejszych działaczy w tym czasie można zaliczyć Franciszka Chrząszcza, Stanisława Korcyla, Mariana Opalę (syna Jana) i Edwarda Korcyla. Ten ostatni rozpoczął działania zmierzające do pozyskania nowego sztandaru (odebrany w 1977 roku podczas 60-lecia i używany do chwili obecnej) oraz do budowy remizy OSP.
Lata 80 i początek 90 to chwila kryzysu dla straży w Pęcławicach. W działalności jednostki mało jest jasnych punktów, więcej jest natomiast zdarzeń przykrych. Jednak mimo tego udało się doprowadzić do finału budowę remizy, która oddano do użytku w 1997 roku. Wtedy też zresztą straż przeżyła „renesans” za sprawą m.in. Krzysztofa Opali (potomka Jana). Pęcławscy strażacy zaczęli z powodzeniem startować w zawodach sportowo-pożarniczych, odnosząc nieznaczne sukcesy.
Obecnie straż liczy blisko 50 członków czynnych. Posiada również drużynę kobiecą i drużyny młodzieżowe. Jednostka stawia obecnie na sport pożarniczy, w którym odnosi największe sukcesy w niemal już 100-letniej działalności.

## Infrastruktura
W Pęcławicach Górnych znajduje się sklep spożywczy, remiza strażacka OSP, staw, 3 kapliczki, 6 domów pustych, 33 numery zasiedlone. Jest tu także przystanek autobusowy (połączenie ze Staszowem, Klimontowem i Bogorią).

## Zabytki, pomniki i miejsca pamięci
- Pomnik w Pęcławicach Górnych, pomnik legionistów, którzy zmarli w szpitalu wojskowym w Pęcławicach Górnych w 1914 r., w tym: kapitana Kazimierza Jana Piątka ps. „Herwin”[9][10].
- Wiatrak młyński, postawiony we wsi na szczycie wzniesienia w XIX wieku. Był to wiatrak typu koźlak. Podczas II wojny światowej (1944) uległ on spaleniu. Odbudowano go w 1945 roku. Z powodu złego stanu technicznego został rozebrany w 1993 roku.
- Kapliczka z XIX wieku, na samym początku wsi, na szczycie wzgórza stoi kapliczka z XIX wieku. Kapliczka miała budowę małego domku, z drewnianym ołtarzem w którym był umieszczony obraz Matki Boskiej Częstochowskiej, a po bokach znajdowały się dwie figury św. Wojciecha i św. Jerzego (patrona tutejszej parafii). Kapliczka ta uległa jednak spaleniu na początku lat dziewięćdziesiątych XX w. W 2002 roku kapliczkę odbudowano. W środku znajduje się obraz Matki Boskiej Częstochowskiej, przed którym stoi drewniany klęcznik.
- Staw w Pęcławicach Górnych istniał już w XIX wieku. Staw zasilany jest wodą ze źródełka, które bije 100 m od niego. Służył jako zbiornik przeciwpożarowy, a także jako miejsce ujęcia wody pitnej dla zwierząt gospodarskich oraz miejsce prania ubrań. Po II wojnie światowej dzięki pomocy PZU (jak głosi tabliczka wisząca na bramie stawu), został pogłębiony, opasany dookoła murem z kamienia ze Smerdyny, wykonano także 2 bramy do stawu i całość ogrodzono siatką. Staw został zarybiony. W 2004 roku zaczęto pogłębiać ten zbiornik, ale prace przerwano z powodu braku środków pieniężnych. Staw pozostaje zaniedbany.

## Literatura
1. Kaczmarek Leon (red. nauk. zeszytu), Taszycki Witold (red. nauk. wyd.): Urzędowe Nazwy miejscowości i obiektów fizjograficznych. 33. Powiat staszowski województwo kieleckie. Komisja ustalania nazw miejscowości i obiektów fizjograficznych (do użytku służbowego). Z: 33. Warszawa: Urząd Rady Ministrów. Biuro do Spraw Prezydiów Rad Narodowych, 1970. Brak numerów stron w książce